# カセットロン
カセットロン（Decepticon Mini-Cassette）は、『トランスフォーマー』シリーズに登場する架空の部隊である。デストロンに所属している。

## 概要
カセットテープをモチーフにしたデストロンの諜報部隊で、メンバー全員がカセットテープに変形する。
ポータブルカセットプレーヤーをモチーフにしたサウンドウェーブがリーダーである。後に、同じくカセットテープがモチーフである、サイバトロンのカセットボットが登場した。
『戦え!超ロボット生命体トランスフォーマー』から『トランスフォーマー ザ☆ヘッドマスターズ』まで活躍した。
また、カセットボットとは異なり、動物型のメンバーは言葉を話すことができないが、『ザ☆ヘッドマスターズ』では動物型の数体も言語を話す場面があり、宇宙の情報屋カウンターパンチ（ダブルスパイ）の登場で、自分たちの地位が危うくなることを恐れた。サウンドウェーブとの信頼は元より厚く、サウンドブラスターとして復活した際には大いに喜んだ。サウンドブラスターを「兄貴」と慕う。
本編においてカセットロンと呼ばれたのは、主に日本版で制作された作品であり、海外版作品では『2010』で1回呼ばれただけである。

## リーダー

### 情報参謀 サウンドウェーブ / Soundwave
声 - 政宗一成 / 英 - フランク・ウェルカー
メガトロンの右腕。ポータブルカセットプレーヤーに変形。その諜報能力を駆使して、仲間の弱味を握る陰険さや、卑劣な作戦を好む一面を持っている。
体の大きさを変えて日用品として人間社会に潜入したり、電磁波により他者の心を読むブレインスキャン、石油などのエネルギー資源からエネルゴンキューブを生成する機能、飛行能力などの能力も備えている。
常に無感情。顔のデザイン上、表情もうかがえず、冷静沈着な行動を取っているが、ラジカセに変形するブロードキャストだけには敵愾心を剥き出しにする。また、第39話（英語版では第46話）「チルドレン・プレイ」でトランスフォーマーよりも巨大な宇宙人の子供アロンの飼い猫・ナイトロー（こちらもトランスフォーマーより巨大）に追いかけられた際には、珍しく慌てながら仲間に救援を求めていた。
音波を使った攻撃や工作活動を得意とし、胸のケースにはカセットテープから変形する小型ロボットの部下「カセットロン」を収納している。セイバートロン星にいたころは街灯を思わせる形態に変形。スパイ活動を行っていた。
一人称は主に「俺」（まれに「私」）。原語版でも日本語版でも、常に片言で発言する。
第55話（英語版では第60話）「ひきおこされた戦争」で、エアーボットが飛ばされた過去のセイバートロン星でもメガトロンのそばにいたことから、デストロンには900万年以上前から所属していたことが分かる。元は街灯TFのはずが出身地はセイバートロン星ではなく、音楽惑星の出身であるとされている。
カセットロンを出撃させる際の掛け声は「イジェクト」、胸部に収容する際の掛け声は「リターン」。
自らがリーダーとなるよりは、組織内での栄達を志向するタイプである。スタースクリームのように表立ってメガトロンへ反逆する場面はないが、その一方で日和見主義の一面もあり、『ザ・ムービー』ではメガトロンを含めた負傷兵の放逐に賛同し、スタースクリームがメガトロンを捨て去ろうとした際にも止めに入らず、メガトロン亡き後スタースクリームとビルドロンが新リーダーに立候補する中、サウンドウェーブも立候補していた。
『2010』第14話「音楽惑星の挑戦」では録音機能を生かして活躍した。
続く『ザ☆ヘッドマスターズ』でブロードキャストと相打ちとなり死亡するが、サウンドブラスターとして復活する。
武器は「振動ブラスターガン」と右肩の「エレクトリックランチャー」。左手から100万ボルトのサイバートニックエレクトロウェーブを放つ。玩具では銃身を外すことにより乾電池に変形させ、背部に収納が可能。額の飾りには無線が仕込まれており、戦闘時にはそこと胸部から攻撃用の音波を出している。
初代（G1）より時系列上過去のストーリーである『ビーストウォーズ』に、起動前の姿が登場。『超生命体トランスフォーマー ビーストウォーズリターンズ』の第20話においても一瞬ではあるが、同型のトランスフォーマーが登場している。
アナザーストーリーに当たる『ギャラクシーフォース』では、サウンドウェーブと同型のステレオが登場している。
また、デストロンマークはサウンドウェーブの顔がモチーフになっている。

### 情報参謀 サウンドブラスター / Soundblaster
声 - 政宗一成
『ザ☆ヘッドマスターズ』第4話「カセット大作戦」より登場。
第2話「マスター星の謎」で、ブロードキャストとの死闘で相討ちとなって倒れたサウンドウェーブが、スコルポノックのハイテクによって復活した姿。ポータブルカセットプレーヤーに変形。
身体は藍色から黒色になり、胸のケースの形状が変化した（玩具ではカセットロンを2体収納できる）。
性格も以前とほとんど変わらないが、敬語で話すことが多くなった。また、第16話「帰って来た不死身の帝王」では岩に躓いて転んだり、自分で足を踏んで痛がるというコミカルな面を見せている。
ガルバトロンへの忠誠心は健在であり、腑抜けになってしまったサイクロナスに代わってガルバトロンの右腕的存在になる。自身が責任を取りつつ、メガザラックの復讐心を利用することを進言したこともあった。

## メンバー

### 『戦え!超ロボット生命体トランスフォーマー』より登場
特殊破壊兵 フレンジー / Frenzy
声 - 城山知馨夫、鈴木勝美（未放送分）/ HM - 掛川裕彦
紫（玩具では青）のカセットテープから、ヒューマノイドに変形。生意気で騒々しい性格。
サウンドウェーブに収納される場面は少なく、単独で活動することが多い。
武器は背部に装備しているマシンガンで、手に装着して使用する。アニメでは、ミサイルを発射するシーンも見られた。
両腕をハンマーアームに変化させ、地震を起こすことができる。テックスペックではこれに加え、200dBの大音響による神経系への攻撃能力も持つ。
スラージとの戦いをきっかけにダイノボット部隊を苦手としており、映画スタジオの模型の恐竜をダイノボットと勘違いし、怯えるほどのトラウマを持っている様子も見られた。
『ザ・ムービー』ではランブル・ジャガー・ラットバットと共に通信塔に乗り込み、カセットボットと交戦。
『2010』では惑星ジャールにて、デストロン復興を訴えていた。
アニメでは製作サイドの混乱ゆえか色がランブルと入れ替わり、赤と黒の配色になっている（日本吹替版ではカラーリング準拠に、フレンジーとランブルの配役そのものを入れ替えている）。
特殊破壊兵 ランブル / Rumble
声 - 難波圭一、長島雄一（未放送分）/ ザ・ムービー - 山口健
赤いカセットテープから、フレンジーと同型のヒューマノイドに変形。攻撃的で喧嘩っ早い性格。
フレンジー同様にマシンガンが武器で、両腕をハンマーアームに変化させることが可能。
アニメではフレンジー同様に色が取り違えられており、青と紫の配色になっている（日本吹替版ではカラーリング準拠に、フレンジーとランブルの配役そのものを入れ替えている）。
バイナルテックの海外版である『オルタネーターズ』ではホンダ・シビックSiに変形。
諜報破壊兵 ジャガー / Ravage
声 - 原語版流用、島香裕（第3話）/ クリス・ラッタ（第3話）/ HM - 江原正士 / BWメタルス - 森川智之 / リー・トッカー
カセットテープからジャガーに変型。主に追跡やスパイ活動が任務。両脇に陽子爆弾を装備している。前足から小さなマニピュレーターを出せる。
スパイクの相手をすることが多いが、追撃を阻止されることもある
喋ったのは初期において、サウンドウェーブに収納されて報告した場合のみ（後の「ザ☆ヘッドマスターズ」では会話が可能になっていた）。
初期カセットロンメンバーでは、彼のみ同形のキャラクターが存在しない。
後に再プロミング、リフォーマットされ『ビーストウォーズメタルス』に、ビースト戦士（プレダコン）として登場。初代メガトロンへの忠誠心を見せたが戦死。
その後『ユニバース』にて、エイリアンの手によってトリプレダカスエージェント / Tripredacus Agentとして復活する。そこで再度死亡するが、遺体は『バイナルテック』期に発掘。地球の秘密機関「諜報情報研究局（I.I.I.）」の手によって、シボレー・コルベットに変形するラヴィッジ / Battle Ravageとして復活を遂げた。
この際、彼が「スパーク」と呼ぶ生命エッセンスの核が欠損していたため、この世界で捕虜になっていた「もう一人の自分」ジャガーと合体させられている。
彼がデストロンに帰還することを恐れたI.I.I.は、その体に幾重もの安全装置を装備させたが、未来の超技術を知る彼の前には全くの無力であった模様。デストロンへの帰還に成功した彼は、軍団再興のためレーザーウェーブのBT化に関与することとなる。
彼はこの遍歴から、ビーストウォーズによる歴史改変の前後両方を知っており、彼によって語られた歴史改変前の世界（つまり、彼らにとっての『未来』）はバイナルテック世界の住人たちの動揺を呼んだ。これにより、ホイルジャックが死の恐怖に取り付かれ、ボディショップ計画を発動させている。
バイナルテックの海外版である『オルタネーターズ』では、ジャガー・XKからビーストモードに変形する＝すなわち「ジャガーからジャガーに変形するジャガー」であるラヴィッジ / Ravageも登場している。
空中攻撃兵 コンドル / Laserbeak
声 - 原語版流用 / HM - 山口健
カセットテープからコンドルに変型（地球でリペアされる前は、体の部分が円盤型だった）。
偵察・攻撃・奇襲をこなせる万能さに、小型にもかかわらずコンボイに勝つ強さ、スタースクリームを軽々と持ち運ぶほどのパワーを持つ。
バックパックの左右に、分離して相手を追尾しながらレーザーを発射する自動追尾式レーザー砲を備える。頭頂部に仕込まれたマイク（地球でリペアされる前は両即頭部に仕込まれていた）で録音を行い、背中に仕込んだカメラで自身周辺の監視を行う。目からは攻撃用のレーザーと撃った対象を浮遊させる光線を発射する。
テックスペックによると「主武装である自動追尾式レーザー砲がエネルギー切れになるとパニックに陥ってしまう」という。
『2010』第26話「原始の呼び声」では他のカセットロンが出撃する中、彼とバズソーは出撃しなかった。
海外では、後に『ビーストウォーズ』の世界でジャガー同様にプレダコンとなっており、モットーの「オレがサイバトロンで唯一好きな点は融点だ」も変わっていない（トイはテラザウラーのリデコ。後に日本では『BWネオ』にて塗装を追加され、ハイドラーとして販売された）。『BOTCON』では『スーパーリンク』のシャドウホークのリペイントで、バズソーと共にトイが限定販売された。
空中攻撃兵 バズソー / Buzzsaw
声 - 原語版流用
コンドルと同型のカセットロン。コンドルのボディが赤いのに対し、バズソーのボディは黄色という違いがある。
テックスペックによると、いつも気に入らないかのような仏頂面をしているという。迫撃砲を装備。能力値はコンドルより上。
海外の『BOTCON』では、シャドウホークのリペイントとしてトイが限定販売。前身同様、コンドルと同型の色違いである。付属コミックでは、タイガトロンとエアラザー（セイバートロンモード）にコンドル共々撃墜されてしまった。

### 『トランスフォーマー ザ・ムービー』より登場
偵察兵 ラットバット / Ratbat
声 - 城山知馨夫 / HM - 山口健（第4話）、大塚芳忠（第17話）
カセットテープからコウモリに変形。コンドルに代わって偵察任務を務める。武器はレーダー誘導のエレクトロンレーザーガン。
テックスペックによれば友人はおらず、彼にとって友軍はあくまでも“仕事仲間”でしかない。
日本ではムービーが当時公開されなかったために、OVA『戦え!超ロボット生命体トランスフォーマー スクランブルシティ発動編』が初出となる。同作では、カセットボットの攻撃を掻い潜り、スクランブルシティの情報をスパイした。

### 『戦え!超ロボット生命体トランスフォーマー2010』より登場
2体とも第26話「原始の呼び声」に1カットのみ登場。
破壊工作兵 オーバーキル / Overkill
カセットテープからティラノサウルスに変形。武器は2基の追跡ミサイル発射砲。
テックスペックでは「Overkill」という名前の通り、何でもかんでも過剰にやり過ぎる傾向にある。
情報伝達兵 スラッグフェスト / Slugfest
カセットテープからステゴサウルスに変形。武器は2基のビグロ・キャノン。
テックスペックでは役職に反して非常に鈍く、デバスター並の知能しか持たない。

### 『トランスフォーマー キスぷれ』より登場
医師 グリット / Glit
ジャガーと同型の白いジャガーに変形。カセットボットであるロザンナ・サンドルとともに、地球へとやって来た。
素晴らしい腕を持つ医者だが、怪我をした者は敵味方問わず治療するため、かつてメガトロンに両腕を切り落とされそうになった。しかしその腕前と性格ゆえにデストロン内で恩赦を求める声が高まったことにより難を逃れた。
左右の青いミサイル状のパーツは、医療用ツールボックスである。

### 玩具のみ
潜伏工作員 フリップサイズ / Flipsides
白と紫のカセットから女性型ヒューマノイドに変形。カセットボットの一員としてサイバトロンの戦闘ドロイドの操作に従事しているが、本人も知らない実態はカセットロンのスリーパー・エージェントで、いずれは時限プログラムによってカセットロンに豹変する運命にある。
e-Hobby限定の『コレクション』版のツインキャストに付属。
自律兵器 ウイングシング / Wingthing
反動兵士 エネミー / Enemy

### ダブルカセットロン
1988年に海外で発売され、日本ではロボットポイント通販商品として発売された。
翻訳兵 スクォークトーク / Squawktalk
水色のカセットテープからワシに変形。250種類以上の地球の言語と6300種類以上の地球外の言語に通じている。
食事中以外は無駄なおしゃべりばかりしており、友軍からは非常にやかましく不快に思われている。
他のカセットロンのカセットテープ形態がメタルテープであるのに対し、彼のみノーマルテープである。
尋問兵 ビーストボックス / Beastbox
紫色のカセットテープからゴリラに変形。証言の記録を6000時間行うことが可能。
暴力的な気性の持ち主であり、尋問を行うはずが拷問となってしまうことが多く、口を割る前に死んでしまう捕虜も多いという。
翻訳尋問兵士 スクォークボックス / Squawkbox
上記の二体が合体した姿。

## 玩具
サウンドウェーブおよび『戦え!超ロボット生命体トランスフォーマー』から登場していたカセットロンはニューミクロマンカセットロボ・カセットマン（ミクロス、ジャガー、コンドル）からの流用で、その開発者は当時タカラに在籍していた吉祥寺怪人（小泉聰）。
サウンドウェーブは国内では、ランブルとのセットで「17」のナンバーを与えられ、1985年6月に発売。ミクロマン時にもあったヘッドホン、カセットケースが付属した。フレンジー以下のカセットロンは「18」 - 「20」と後に続いた。
海外版では、サウンドウェーブとのセットはバズソーになっており、フレンジーとコンドル、ランブルとジャガーはセットで発売されている。
サウンドウェーブとフレンジーは1985年10月に、ダイノボットのグリムロックおよびカセットドラマが同梱された「VSY」でも発売された。
1986年3月にカセットロンに位置づけられ、TF（トランスフォーマー）用の新規造型・ラットバットを加えて、新たなナンバー「D-58」から「D-61」までを与えられ、サック箱からブリスターパックに変更され、カセットケースは削除された。この時期のフレンジーは武器が銀メッキから金メッキ、ダイキャスト部分が樹脂パーツに変更されるなどの仕様変更がされている。
1986年9月に、バズソーがサイバトロンのサンストリーカーとスキッズとのセット「VSZ」で発売された。
サウンドブラスターは国内版のみの販売で、「D-101」のナンバーを与えられ、「D-106」のナンバーを与えられたバズソー（フォートレスの情報を示すシークレットシール付き）とのセットで1987年8月に発売。胸部が改修されて、2体のカセットロンを収納できるようになった。
当時のカタログによると、ランブルが「D-102」、フレンジー、ジャガー、コンドルが「D-103」から「D-105」まで、ラットバットが「D-107」と新たなナンバーを与えられていたが、実際には「D-108」のスラッグフェストと「D-109」のオーバーキルが発売されたのみであり、この2体のパッケージも再びサック箱となっている。
サウンドウェーブはコンドルとのセットで、2003年9月に『トランスフォーマー コレクション10』、2007年8月にはアニメに近づけた彩色かつ、ミクロマン時代のカセットケースを同梱したものが『トランスフォーマー アンコール』にてラインナップされるなど、何度も復刻されている。
2005年3月には、サウンドブラスターも『トランスフォーマー コレクション18』にてバズソーとジャガーとのセットで復刻された。
2009年には『トランスフォーマー アンコール』にて「カセット大作戦」として、VOl.1にてバズソー、ジャガー、VOl.2にてラットバット、スラッグフェスト、VOl.3にてフレンジー、ランブル（以上、2体は金型が新造）、コンドル（先に発売されたものと体色が僅かに異なる）、オーバーキルが復刻された。2012年2月25日にはサウンドブラスターが「21」のナンバーを与えられ頭部がアニメ風かつタンポ印刷で再発売、ラットバット、フレンジーの仕様変更品ウイングシング、エネミーが同梱された。
2012年から2013年にかけてマスターピースシリーズにてリメイク版が発売された。

## 関連キャラクター

### サウンドウェーブ / サウンドブラスター
- 『トランスフォーマー アクションマスター』

海外展開。銃に変形する、ウイングシング/WingThingとセット。
- 『マシーンウォーズ（Machine Wars）』

海外展開。ミサイルタンクから変形。Universeでは塗装変更品も発売。
- 『トランスフォーマー G-2』

ゴーボットシリーズで、自動車より変形。日本ではセブンより発売。
- 『ビーストウォーズミュータント（Beast Wars Mutants）』

海外展開。ロボットモードを持たないシリーズで、コウモリ、ワニへ変形する。
- 『トランステック（transtech）』

ビーストマシーンズの後に企画されていたものの、企画倒れとなった。
- 『トランスフォーマー ギャラクシーフォース』

情報参謀 サウンドウェーブが登場。F-117によく似たステルス機に変形し、胸部にはヘキサゴンと呼ばれる六角柱型のメカを格納する。武器はブラストガン（第47話で使用）。
声は日本語版では同作でデモリッシャー、中継トランスフォーマー（第14話から第18話までのスピーディアの予選レース中継で登場）、バズソー（第19話の最終レース中継のみ登場）を担当した武虎が、英語版はロバート・O・スミス、第39話（日本語版では第40話）のみ同作でオプティマスプライム（ギャラクシーコンボイの英名）を担当したゲイリー・チョークが担当。
第38話から登場。ギガロニアを探すマスターメガトロン（後のマスターガルバトロン）たちの前に現れたデストロンの情報参謀。一人称は「私」。声には日本語版のみエフェクトを大きめに掛けられており、ヘキサゴンのキラーコンドル/Blackerを使って情報を収集し、第44話のバンガードチーム（エクシゲイザー、バックギルド、ファストガンナー）との戦いでエクシゲイザーとバックギルドたちの声を再現して彼らを翻弄した（第40話でサイバトロンと初遭遇した際、クロミアに「特技は声真似」と紹介されていた）。その背後の事情ゆえか、仲間意識が強く、ノイズメイズとは親友同士である。また、サウンドに関しては少しうるさく、マイクを持つ際に小指を立てる癖がある。
当初はデストロンと行動を共にしていたが、ギガロニアでは第41話で目的のために活動しようとマスターガルバトロン（マスターメガトロンの強化形態）率いるデストロンから離反、続く第42話でノイズメイズと再会し、彼と共に復讐のために動き出し、第44話でバンガードチーム（エクシゲイザー、バックギルド、ファストガンナー）と対峙し幻覚で彼らを苦しめたが、バックギルド（バックパックの強化形態）の機転で幻覚を打ち破られ、彼らに敗北し、第47話でサイバトロンと対峙、最終的に復讐に固執したが、チップスクエアを強奪しようとした際に彼らの激突に巻き込まれ、シーンは無いものの、別次元の宇宙に存在するプラネットX（エックス）に飛ばされて生存した（ただし、ノイズメイズと共にサイバトロンに心配されることは無かった）。なお、台詞はないが、第51話でマスターガルバトロン（マスターメガトロンの強化形態）を刺激した幻影（ビジョン）にスタースクリーム（姿はスーパースタースクリーム）とノイズメイズと共に登場した。
最終話である第52話のエピローグでは第35話でノイズメイズが持っていたものと同一と思われるラジカセ（第35話でノイズメイズが音楽（第2期オープニングテーマ「IGNITION-イグニッション!」（叱られた後も流れていた）を流したが、海外版ではサウンドトラック1のトラック26に収録されているBGM「僕らの味方」（叱られた際に停止した）になった）を聴く際に初代（G1）に似たラジカセを持っており、持ち主が彼だと推測できる）を肩に担いでいる姿で彼とキラーコンドルと共に別次元の宇宙に存在するプラネットX（エックス）に到着した様子が描かれた。
玩具ではフォースチップを背部（ロボットモード時に挿入）にイグニッションすることにより、ハッチが開いてヘキサゴンが展開し、ビークルモード（この時は後部に挿入）での発動も可能になっている。
エンディング映像では第37話までシルエットだったが、第38話から解禁した。
終了後のジャンクションでは第44話でノイズメイズと共に担当した。
漫画版では打ち切りの影響でキラーコンドル共々未登場。
データは全長は4.1m、重量は4.1tになっている。
また、トイズドリームプロジェクト限定商品として、色を塗り換えた情報参謀 サウンドブラスター / VictorySaberも発売された。
- 『タイタニウム（TitaniumSeries Transformers）』

海外展開。コンドル（LaserBeak）が付属。
- 『トランスフォーマー ミュージックレーベル』

iPod内蔵型の携帯音楽プレーヤーとして発売。塗装を変更したものもある。
- 『トランスフォーマー』

本来はメガトロンやスタースクリームと同様に、実写映画版第1作目から登場する予定だったが、監督のマイケル・ベイの「思うような活躍シーンを描けない」という理由により没になっている。
第1作目時点でも登場が検討されていたが、紆余曲折を経てブラックアウト、スコルポノック、バリケード、フレンジーへと役割が分割されたため登場しなかった。
- 『トランスフォーマー アニメイテッド』

第4話（英語版では第10話）、第37話、第38話に音響工作兵 サウンドウェーブとして登場。地球で誕生した新参者である上に、今作でのモチーフがロックスター（更に部下達のモチーフはその楽器）であるため、他の作品の同名のキャラクターとは似て非なるものと言っても過言ではない。声は日本語版では飛田展男が、英語版はジェフ・グレン・ベネットが担当。体の各部のスピーカーから発する超音波攻撃が得意で、音波によりロボットを操作することも可能。「ボクノナマエハ、サウンドウェーブ（I am Soundwave.）」が口癖で、声には初代（G1）のようなエフェクトが掛けられている。
元々は頭だけの状態になっていたメガトロンの設計を元にアイザック・サムダックが作り、サリ・サムダックの誕生日に玩具として贈られた演奏ロボットだが、メガトロンの策略によって自我を獲得、トランスフォーマーに進化した。他のロボットを吸収して自身の体を大きくさせており、この際ビークルモードとして自動車（シティカー（サイオン・xB））を獲得している。初代（G1）のサウンドウェーブに似たラジカセ型のコアさえ無事であれば再構成及び復活が可能。
機械こそ有機生命体より論理的に優れていると考えのもと、ディセプティコンに賛同して人類、そして彼等に味方するオートボットの打倒を画策する。第4話（英語版では第10話）でアイアンハイドに破壊されたが、日本語版のOPにて再登場することを匂わせるような描写があった。そして第37話にてレーザービークとラットバットを従え再登場し、オプティマス部隊のオートボットたちを電脳空間に幽閉。オプティマス部隊のオートボットたちを洗脳し操っていたが、最後はオプティマスプライム（コンボイ）に強奪されたレーザービークを叩きつけられて破壊される。コアはレーザービークによって回収されたが、その後は番組が終了したこともあり、再登場することはなかった。
オプティマス部隊のオートボットたちを電脳空間に幽閉した際には、サウンドブラスターのような黒い個体と白い個体のコピー体が登場しており、黒い個体はデラックスクラスのサウンドウェーブエレクトロスタティック（Electrostatic Soundwave）として、白い個体は海外限定のアクティベーターのエレクトロマグネティックサウンドウェーブ（Electromagnetic Soundwave）として発売されている。
第4シーズンでは、メガトロンの部隊と合流する予定であった。
漫画版のザ・クールでは第3話で登場。アニメ版と比べると出番が少なかった。
- 『トランスフォーマー: リベンジ』

原語版の声はフランク・ウェルカー、日本語版では郷里大輔。
衛星のような形態を持ち、情報戦略に長けているディセプティコン戦士。ロボット形態だけでなく、宇宙船にも変形できるが、劇中では人工衛星以外の形態には変形していない。
情報戦略担当。エイリアンサテライトに変形。劇中ではアメリカ軍の通信衛星をハッキングし、衛星軌道上からディセプティコン達をサポートした。今回は単体での変形による活動や戦闘は行わない。玩具ではトリプルチェンジャーとされ、エイリアンシャトルに変形する他、アニメに準じたロボットモードが存在している。
- 『超ロボット生命体 トランスフォーマー プライム』

従来と同様にディセプティコンの情報戦術担当の戦士で、他者から録音した音声を復唱するように喋る。RQ-4やMQ-9によく似た無人偵察飛行機に変形する（つまり、ロボットからロボットに変形する）。声は日本語版では演じられておらず、英語版はシーズン3『Beast Hunters（ビーストハンターズ）』第10話（第62話）のみフランク・ウェルカー（初代（G1）と同様）が担当。
顔は画面状になっており映像を映すことができるが、彼自身の表情を映すことはない。
大戦前、メガトロンがメガトロナスであったころから右腕として付き従ってきた古参。忠誠心は絶大で、メガトロンを追い落とそうとするスタースクリームを出し抜いたり、メガトロンを見捨てようとしたエアラクニッドをあっさり叩き伏せたこともある。アイアコンの遺産を巡った第40話のホイルジャックと戦闘では激戦の末に勝利を収めてレゾナンスブラスターを獲得するものの、その間にラチェットとラフ・エスキベルによってレーザービークにウィルスを埋め込まれ、オートボットに情報が流出することになった。上記の通り本来の戦闘能力は高いが、主に情報収集やハッキングなどを行なっており、前線へ出ることは滅多になく戦闘自体を極力避ける傾向がある。小型偵察機レーザービークやケーブルを戦闘に応用し、胸部にビーム機銃を備えている他、盾のような腕を合わせた攻防一体の戦法を得意とする。
日本未放送のシーズン3『Beast Hunters（ビーストハンターズ）』では引き続き活躍し、第8話（第60話）で復活し脱走したエアラクニッドと彼女によって再び洗脳したインセクティコンをグランドブリッジを使用しサイバトロン星近辺の月がある小惑星に放逐した。第10話（第62話）で増援に現れたところをオプティマスプライムに迎撃され捕まってしまうが、予め放っていたレーザービークによって拘束を解き、基地の場所を把握したうえでラチェットを連れ去る、という見事な脱出劇を見せた。最終話である第13話（第65話）のネメシスにおける最終決戦ではグランドブリッジを死守し、グランドブリッジを利用した戦法でレッカーズ（バルクヘッド、ホイルジャック、ウルトラマグナス）を追い詰めるが、地球人の子供たちであるミコ・ナカダイ（仲代ミコ）、ジャック・ダービー、ラフ・エスキベルの作戦でグランドブリッジの干渉を利用され、スカイクエイクと同じく異空間で異次元である「シャドウゾーン」に閉じ込められた。
現在は細身の体型をしているが、大戦前は屈強な体格をしていた。アメコミなどでは、かつてメガトロンと肩を並べるほどの剣闘士であったことが明かされている。
原語版のOP映像には登場しないが、日本語版のOP映像とED映像では第1話から登場する。
日本語版での肩書は「情報参謀」。
公式人気投票のキャラクター部門では第2位（72票）、（ラチェットと同率）、トイ部門でも第2位（83票）。
- 『トランスフォーマー/ダークサイド・ムーン』

原語版の声はフランク・ウェルカー、日本語版では斉藤次郎。
第2作目『リベンジ』より引き続き登場。地球上に降下し、ディセプティコンの協力者 ディラン・グールドと結託して行動を共にする。なお、本作品では地球で活動するに当たりシルバーのメルセデス・ベンツ・SLS AMGに変形する。
主に諜報活動を行い実質的にメガトロンの右腕である。武装は2丁拳銃。顔は目と口が露出している。メガトロンやスタースクリームの腰の辺りまでの背丈しかない。
他のディセプティコンたちに先んじて地球に到達・潜伏し、ディラン・グールドの父たちに接触して月面探査計画を中止させた張本人。ディラン・グールドによってカーリー・スペンサーにプレゼントされる形で彼女たちに近づき、中盤でディセプティコンの協力者としての顔を見せたディラン・グールドの指示を受けて彼女を捕縛。人質として利用する。
終盤でディセプティコンの侵攻が本格化し、もはや捕虜は不要だと感じ、ディラン・グールドの提案から捕虜にしたオートボットたちを『戦利品』として公開処刑しようと考え、手始めにキュー（ホイルジャック）を処刑させる。続けてバンブルビーも自ら処刑しようとしたが、ホィーリーとブレインズに墜落させられた戦艦に気を取られ、その隙を突いたオートボットたちの反撃により戦闘に突入。激闘の最中バンブルビーによって左足を撃ち抜かれてバランスを崩し、腹部と頭を吹き飛ばされた。
デザイン段階ではダミーの名称として「ブレークダウン」の仮称を与えられていた。コンセプトアートでは目がバイザーのように両端で繋がった形状をしており、本編での変形の仕方・軍団の中での役割、ブルーに光る各部のスピーカーに似たパーツと共に初代（G1）のマイスター (トランスフォーマー)のオマージュとなっている。
- 『トランスフォーマー・ヒューマンアライアンス』およびアトラクションである『トランスフォーマー ヒューマンアライアンス スペシャル』

イギリスのロンドンのタワーブリッジのボスキャラで第3作目と同じデザインの姿で登場して映画本編と違い、オートボットの新兵で、アイアンハイドの弟子であるサイドスワイプとの激戦を繰り広げる。
- 『トランスフォーマー アドベンチャー』

前作『プライム』同様、無人偵察機に変形する。胸部にレーザービークを格納し、電流を流すケーブル状の触手と腕に仕込んだレーザー銃、グランドブリッジを利用した戦闘スタイルで戦う。声は前作『プライム』同様、日本語版では演じられておらず、英語版は日本未放送のシーズン3『Combiner Force（コンバイナーフォース）』からフランク・ウェルカーが担当。
前作『プライム』日本未放送のシーズン3『Beast Hunters（ビーストハンターズ）』最終話である第13話（第65話）にて、戦艦ネメシスでの最終決戦の最中、バンブルビーたちと親しくなった地球人たち（ジャック・ダービー、ラフ・エスキベル、ミコ・ナカダイ（仲代ミコ））の活躍で異空間で異次元である「シャドウゾーン」に追放される末路を迎えた。最終決戦終結後にメガトロンの信号を追って地球に降りたが、メガトロンは既に去っていたのでそのまま何年も地球を彷徨っていた。
シーズン2『マイクロンの章』第10話（第36話）にて、オートボット基地のグランドブリッジが修復後のテスト試行をしていた隙をついて自らもグランドブリッジを開いて異空間で異次元である「シャドウゾーン」から抜け出し、バンブルビーを「シャドウゾーン」に送り飛ばした。そして基地の材料を利用して通信装置を作り、遥か遠くの宇宙にいる主君メガトロンをはじめ多くのディセプティコンの同胞を地球に呼び出そうと目論んだ。しかし長年戦っていなかったブランクでグランドブリッジをかつてより使い熟せていないことを見抜かれ、他のオートボットたちの罠に嵌まってバンブルビーを抜け出させてしまい、一瞬の隙を突かれてラッセルの父であるデニーにクレーン車のアームで薙ぎ払われ、再び「シャドウゾーン」に追放された。
日本未放送のシーズン3『Combiner Force（コンバイナーフォース）』ではサイクロナスから専用の改造を受けたマイクロンたちを与えられ、彼らを使役してディセプティコンハンターをオートボットから奪い取り、「シャドウゾーン」からの脱出を図る。マイクロンらは主にオートボットがスタンティコン部隊（スタンティコンズ）との戦いに取り組んでいる間を狙っており、第2話（第47話）ではスタントウィングにバンブルビーの持っていた1本を、第7話（第52話）ではトリックアウトにサイドスワイプの1本を奪い取らせた。途中、第11話（第56話）ではハイ・テストがストロングアームの1本を奪い取るのに失敗し、「シャドウゾーン」からの逃亡してしまうものの、第14話（第59話）でゴールドギアーが最後の1本の奪取に成功した。こうして全てのディセプティコンハンターを揃えると、今度は同じ筋からの協力で脱獄に成功したスチールジョーらと接触、彼らを脅し付け、原子力発電所からの核燃料棒の奪取を命じた。
そして第21話（第66話）にてとうとう「シャドウゾーン」から脱出する。前回の反省から、今回は「シャドウゾーン」内で通信機自体を完成させており、それと前述の核燃料棒を動力源として組み合わせ、シーズン2で失敗に終わったメガトロンとの接触を再び試みる。また、3本のディセプティコンハンターを組み合わせた武器の効果でパワーアップも遂げていた。クラウンシティにて通信機を市内で最高の高さを誇る銀行の屋上に設置、追って来たオートボットのうち、オプティマスプライムはレーザービークに任し、自身はチーム・バンブルビーのメンバーの相手に専念する。ディセプティコンハンター3本を組み合わせた剣でバンブルビーを氷漬けにしたものの、その隙を突いてサイドスワイプが通信機に接近、彼を氷漬けにしようとするも、逆にディセプティコンハンターをバンブルビーの方に飛ばされてしまう（このためパワーアップも解除された）。そのバンブルビーもグリムロックから受け取った工事現場の道具で氷を砕いて拘束から自由の身となり、サウンドウェーブに先んじてディセプティコンハンターを奪還した。挑発を受け、いつもの方法で攻撃を仕掛けるが、ディセプティコンハンターで触手の先端を切り落とされてしまい、その時の電気ショックでダウン、そこをさらに盗んだかつての得物で氷漬けにされて身柄を拘束された。レーザービークは逃走したハイ・テストと手を組みパワーアップしたオプティマスプライムにミサイルで撃墜、残った気力を振り絞り、触手で安全圏まで移動させて、起動させようとした通信機も同様の手段で破壊された。逮捕後はオプティマスプライムによりサイバトロン星へ連行され、そこで戦犯として裁判を受ける身となった。
細身だった姿から戦前のようなマッシブな体格になり、額の形とカラーリングは『初代』アニメシリーズや前日談『War for Cybertron（トランスフォーマー: ウォー フォー サイバトロン）』シリーズを彷彿とさせている。ただし前述の通り、本編ではディセプティコンハンターによるシュプリームモードへのパワーアップを遂げたため、カラーリングがそれに応じたものに変わっており、本来のカラーリングを見せたのはごくわずかな時間に限られていた。頭の方はこれまでと同様の顔だが、バイザーが赤一色に染まっていて、声を出す際はバイザーにオシロスコープ風の映像が映し出されるようになっている。これ以外にも敵の場所の特定をすると、その地点にマークが表示される場面もあった。ビークルモードは無人偵察機から屋根に銃火器を搭載した屈強な装甲車に変わり、レーザービークもより地球の鳥に近いフォルムとなった。戦闘スタイルも触手風のロボットアームは変わっていないものの、肩のミサイルランチャーが新たに武装として加わっている。
- 『バンブルビー』

原語版の声はジョン・ベイリー、日本語版では大泊貴揮。初代（G1）アニメシリーズに酷似した風貌となり、声も初代（G1）アニメシリーズを思わせるエフェクトがかけられている。
- 『トランスフォーマー サイバーバース』

装甲車に変形するディセプティコンの戦士のサウンドウェーブとして登場。陰険な性格。音波攻撃を得意とする。音声にはエフェクトが掛かっている。ショックウェーブとはお互い妨害し合うぐらい仲が悪い。シーズン3第9話で洗脳から覚醒するも、たびたび機能不全に陥る。ホットロッドとは最初険悪な関係だったがサイエンティストとの戦い以降良きコンビとなる。
シーズン3に登場するディセプティコンシーズン3にはそれまでのディセプティコンと異なる黒いインシグニアを持つ別のディセプティコンが登場し、「惑星内の時間が停止する」と言う事件が起きることとなる。インシグニアのモチーフは『トランスフォーマー　カーロボット』に登場したデストロンガーでサウンドウェーブと同じ姿をした黒い戦士のとしてサウンドブラスターが登場。サウンドウェーブと同じ姿をした黒い戦士。かつてサウンドブラスターとディセプティコン内での権力闘争に敗れ出奔していた。サウンドウェーブや他のディセプティコン、オートボットらに復讐する為、オートボットとディセプティコンの和平調停の儀のさなかに宇宙船から時間を停止させる音波を照射し惑星サイバートロン上のすべてのトランスフォーマー達の動きを停止させる。
武器はサウンドウェーブと同じく肩から放射する特殊音波や当たった者の時間を停止させる時間停止銃。サウンドウェーブ同様に体内にカセットロンを収容できるが2体収容する事が出来る。体内のカセットロンはバズソーで、一度は時間停止させたサウンドウェーブの体内から引きずり出したレーザービークを強引に体内にねじ込んだ。
- 『トランスフォーマー:ウォー・フォー・サイバトロン・トリロジー』

声は日本語版では拝真之介、英語版はエドワード・ボスコが担当。
サウンドブラスターの声は日本語版では多田野曜平、英語版はラファエル・ゴールドスタインが担当。
自身のドームでエネルゴン取引の闇市場を開いており、バンブルビーとはよく取引を行っていた。ショックウェーブの実験により誕生したサウンドウェーブのクローンの失敗作で、そのことを気にしている。
- 『トランスフォーマー アーススパーク』

声は日本語版では山本格→上田燿司、英語版はシーン・ケニンが担当。
カセットロンのリーダー。全翼式のステルス戦闘機または青色の全翼機に変形する。野良ディセプティコンの一人として登場。
かつてはメガトロンの腹心だったが、現在は自分達と袂を分つ道を選んだ彼を裏切り者と見做して憎んでいる。過去作同様、レーザービーク / LaserBeak、ラヴィッジ / Ravage、フレンジー / Frenzyを従えている。
元々はメガトロンに絶対の忠誠を誓う腹心だったが、現在はかつての主君に対して「自分たちを見捨てて一人オートボットに寝返った裏切り者」と激しい憎悪を向けている。
カラーリングは初代（G1）を踏襲しつつ、全体的に曲線が増えてシャープなデザインとなり、実写映画版に近いシルエットとなった。
お馴染みの音波攻撃は両掌から放つほか、右肩のキャノンは連写式になっている。
メガトロンの元腹心という事もあり戦闘力も非常に高く、オプティマスプライム、メガトロン、アーシーの3人を相手取っても互角以上に立ち回れている。
作中ではカセットロン達にわざと騒ぎを起こさせてオプティマスプライムやメガトロンを誘き出し、捕縛したカセットロンを護送している所を襲撃。拘束ボルト(取り付けられるとロボットモードに変形できなくなる)を音波で破壊してカセットロンを解放した上でメガトロン達に襲いかかる。
当初はカセットロンとの連携でメガトロン達を翻弄するが、ロビー・マルトとモー・マルトが見つけたクインタスプライムの秘宝「エンバーストーン」によって誕生した、純然たる地球生まれのトランスフォーマーで、種族名はマンドロイド（本作の悪役であるロボット工学者で本名はメリディアンだが、スラッシュからマンドロイドの愛称をつけられてからはこう呼ばれている。）が名付けたテランを引き連れたアーシーが参戦、カセットロンを抑え込まれたことで孤立。それでもなお抵抗するが、オプティマスプライムとメガトロンの連携により倒された末、ゴーストに捕縛された。
しかし捕縛されることまで作戦の内であり、収監された監房の光線シールドを音波で中和し、胸部に潜ませていた2体目のラヴィッジ / Ravageを解放、ゴーストの基地に破壊工作を仕掛ける。
ちなみに、バンブルビー曰くエネルゴンが切れかけた際にうっかりカセットロンを爆破してしまったことがあるとのこと。
- トランスフォーマー/ONE

声は日本語版では山本格→上田燿司
センチネルプライムと敵対しているかつての親衛隊で結成されたスタースクリームがリーダーであるレジスタンス組織のハイガードの音波を操り攻撃するハイガード幹部。

### フレンジー
- 『トランスフォーマー』

GPXのCDプレイヤーであるラジカセと本作品のヒロインであるミカエラ・ベインズ携帯電話またはスマートフォンに変形するフレンジー / Frenzyが登場。メンバーの中で最も小さい（人間の子供程度）、諜報活動を行うディセプティコン。エアフォースワンに侵入して国防総省のコンピューターにハッキングをした。パトカー候補車となったサリーン・S281に変形するバリケード/Barricadeとともに本作品の人間側の主人公であるサム・ウィトウィッキー（第1作目ではサミュエル・ジェームズ・“サム”・ウィトウィッキー）を襲い掛かるがミカエラ・ベインズに返り討ちに遭い体を破壊されてしまう。体が破壊された際、一時的にミカエラ・ベインズのスマートフォンに偽装した。武器は胴体から射出される手裏剣状のカッターと両腕の小型マシンガン。メガトロンを解放し、セクター7（セブン）でマギー・マドセンらを襲うが、自分で投げた手裏剣が自分の頭に命中し、死亡した。
フレンジー / Frenzyが発している早口のサイバトロン語は「ツタンカーメン」という単語をデジタル加工して作られたもの。ただし要所ではきちんとキーワードを交えた会話をしている。
基本的にディセプティコンの目の色は赤だが、フレンジー / Frenzyの目の色は青である（玩具ではフレンジー / Frenzyの目も赤）。
元々このキャラクターはサウンドウェーブ / Soundwaveとしての登場であったが、ストーリー上の事情で従来のサウンドウェーブ / Soundwaveの存在感を引き出せないため、監督のマイケル・ベイがサウンドウェーブ / Soundwaveの代わりになる存在として新しいオリジナルのディセプティコンを考案したのがフレンジー / Frenzyである。
次回作である実写映画版第2作目『トランスフォーマー: リベンジ』において意外な形で登場している（頭だけの状態）。
- 『トランスフォーマー ミュージックレーベル』

ランブルとセットで、ヘッドフォンの片側（青）が変形する。
- 『トランスフォーマー アーススパーク』

ギターを武器とする女性パンクロッカーを彷彿とさせる姿のカセットロンのフレンジー / Frenzyが登場。
声は日本語版では矢作紗友里、英語版はティアナ・カマチョが担当。

### ランブル
- 『トランスフォーマー ギャラクシーフォース』

クモ型戦車に変型する索敵兵 ランブル / Scrapmetalが第30話から登場。グランドブラックホールに飲み込まれたセイバートロン星に巣食っていた謎のトランスフォーマー（後に他の惑星からやって来た宇宙の星々を荒らし回るトランスフォーマーと判断された）。赤、青、黄色の3種類が無数に存在する。第37話を最後に登場しなくなったが、コビーが赤のうち1体だけを捕獲したことで、コビーランブル / Cobybotとして復活した。
コビーランブルは第42話から登場。コビーが捕獲し、ガードシェルたちを修理した経験を生かして修復し、バックギルド（バックパックの強化形態）と共に改装した赤いランブルのうちの1体。頭部とエンブレムを改修しただけで、それ以外は変化しておらず、以前と同じくクモ型戦車に変形する。武装はほとんど取り外されたが、コビーの天才的な操縦テクニックはそれを補って余りある。また、バドのアイデアでホバー走行機能が追加された。なお、乗っているコビーが会話するとランブルも口を動かすようになっている。
漫画版では打ち切りの影響でどちらも未登場。
海外版では前作『スーパーリンク』に登場したテラーコンの一種という設定になっている。
玩具ではセイバートロン星のフォースチップが付属し、ニードルライフル後部（ロボットモード時に挿入）にイグニッションすることにより、「キラーランセット」が展開し、ビークルモード（この時もニードルライフル後部に挿入）での発動も可能になっている。また、コビーランブルも玩具ではイグニッションギミックは可能になっている。
コビーランブルの玩具はトイザらス限定発売のソニックコンボイセットに同梱され、地球のフォースチップが付属し、コビー専用ランブルという名前になっている。
データはランブルは全長は3.0m、重量は7.5t、コビーランブルは全長は同じだが、重量は6.5tになっている。
- 『トランスフォーマー ミュージックレーベル』

フレンジーとセットで、ヘッドフォンの片側（赤）が変形する。

### ジャガー
- 『ビーストウォーズメタルス』

中盤から新たなデストロン戦士として、メタルス ジャガー / Ravageが登場。
設定上は初代（G1）のジャガーと同一個体だが、玩具はカセットからではなく、黒豹から人型に変形するようになった（ただし、顔だけはそのまま）。劇中では直立歩行する黒豹（ほぼ人型）の姿で登場し、カセットテープに変形した。トイもCGモデルも、メタルス チータスをベースにしている（書籍『ビーストウォーズ ユニバース』より）。
- 『トランスフォーマー スーパーリンク』

テラーコンの一種であるコマンド ジャガー / Battle Ravageが登場。
変形が可能ではあるが、ロボットモードでの劇中の活躍は比較的少なかった。
持ち前の嗅覚でエネルゴンを感知しエネルゴンを強奪する。ロボットモードではエナジーライフルやハンマーで戦う。バリエーションに体色が茶色いデザートタイプがありアルファQ陣営で使用された。うち一体がキッカーとアルファQとの通信に使われたことがある。
- 『トランスフォーマー: リベンジ』

ディセプティコンの四足歩行獣型のTF（トランスフォーマー）として、ラヴィッジ / Ravageが登場。
カセットには変形しないものの、サウンドウェーブから射出されるという点は踏襲されている。エジプトで他のディセプティコンたちと共にサム・ウィトウィッキー（第1作目ではサミュエル・ジェームズ・“サム”・ウィトウィッキー）を追跡、バンブルビーと交戦し、破壊された。単眼であること以外は、デザインや設定共にオリジナルに限りなく近い造形となっている。
- 『トランスフォーマー デヴァイスレーベル』

デヴァイス ジャガーは2GBのUSBメモリに変形して、実際に使用することが可能。色違いとして、タイガトロン、チータスも発売。メモリにはデスクトップ アクセサリーもインストールされている。
- 『トランスフォーマー・ザ・ライド3D』

ライド本編開始前の時点で既にN.E.S.T.（ネスト）基地に侵入していることが待ち列で明らかになり、ライド本編は彼がオールスパークを奪うところから始まる。その後は交戦したバンブルビーに破壊され、オールスパークはイーバック（イーヴァック）の手に渡る。
- 『バンブルビー』

初代（G1）アニメシリーズに酷似した風貌となり、武器も彼の胸部から射出される。
- 『トランスフォーマー・ヒューマンアライアンス』およびアトラクションである『トランスフォーマー ヒューマンアライアンス スペシャル』
- 『トランスフォーマー・シャドウズライジング』

ディセプティコンの四足歩行獣型のTF（トランスフォーマー）として、ラヴィッジ / Ravageが登場。
- 『トランスフォーマー アーススパーク』

ジャガーに変形するカセットロンのラヴィッジ / Ravageが登場。

### コンドル
- 『ビーストウォーズ 超生命体トランスフォーマー』

玩具オリジナルのキャラクターのレーザービーク / Lazorbeakが、テックスペック上で彼と同一人物であるらしく紹介されている（スペル、役割は異なるが、座右の銘と基本的な背景が同一）。また、それとは別に、『BOTCON』でも『スーパーリンク』のシャドウホークのリペイントとして限定販売された。こちらのボディカラーは赤。初代（G1）と同一人物であることが明言されている。
- 『超ロボット生命体トランスフォーマー マイクロン伝説』

ビデオカメラに変形するサイバーホーク / LaserBeakが第3話から登場。ラチェットが開発した鳥型のサポートメカ。子供たちの声により、物事の伝達や通信などを行う。後に破壊されるがラチェットの手により2体目が開発される。また、スタンガンのように放電したり、羽で相手を切り裂くなどの攻撃機能も備えている。
- 『トランスフォーマー ギャラクシーフォース』

サウンドウェーブのヘキサゴンの一つとして、キラーコンドル / LaserBeakが第38話から登場。サウンドウェーブの相棒でコンドル型のトランスフォーマー。通常はヘキサゴンとなり、サウンドウェーブの胸部に格納されているという初代（G1）キャラを意識した設定になっている。
最終話である第52話のエピローグではノイズメイズとサウンドウェーブと共に別次元の宇宙に存在するプラネットX（エックス）に到着した様子が描かれた。
漫画版では打ち切りの影響でサウンドウェーブ共々未登場。
- 『トランスフォーマー アニメイテッド』

サウンドウェーブの部下として、レーザービーク / LaserBeakが登場。エレキギターから変形する。
- 『トランスフォーマー/ダークサイド・ムーン』

ディセプティコンの工作担当員兼尋問兵としてレーザービーク / LaserBeakが登場。なお玩具ではコピー機ではなくエイリアンジェットまたはガンシップ型に変形するが、劇中では決まった変形形態は持っておらずあらゆる周辺機器に擬態できる。基本形態は2門のアサルトライフルを武装した鳥型だが、様々な機械に擬態する変形機構を持つ。饒舌で、性質は極めて残忍。
政府やNASA内部の人間を脅して諜報活動、暗殺を行い、遂にはジェリー・ワンから秘密を託されたサム・ウィトウィッキー（第1作目ではサミュエル・ジェームズ・“サム”・ウィトウィッキー）の命をも狙った。ディセプティコンの侵攻が本格化した後はディラン・グールドの下で待機しており、カーリー・スペンサーを救うためディラン・グールドのアジトに突入してきたサム・ウィトウィッキーを再び襲うが、バンブルビーが操縦する戦闘機の機銃で頭を吹き飛ばされて死亡した。
初代（G1）のコンドルとほぼ同じ設定だが、本作品では言葉を喋り、デザインは不気味さを演出するため、首や胴体は長く、蛇のようにうねり、顔立ちはフクロウやペンギンを参考にしてギョロ目を強調されている。翼のローターなどは、『ギャラクシーフォース』に登場したキラーコンドル / LaserBeakに近い姿になっている。当初はバザード / Buzzardと仮称されていた。
- 『トランスフォーマー・ヒューマンアライアンス』およびアトラクションである『トランスフォーマー ヒューマンアライアンス スペシャル』
- 『トランスフォーマー・シャドウズライジング』

ディセプティコンの工作担当員兼尋問兵としてレーザービークが登場。
- 『トランスフォーマー アーススパーク』

レーザービーク / Laserbeakが登場。
声は日本語版では高木渉、英語版ではジェイク・グリーンが担当。

### バズソー
- 『ビーストウォーズ 超生命体トランスフォーマー』

玩具オリジナルのキャラクターとして、スズメバチに変形するバズソー / Buzzsawが登場。ジャガーやコンドルとは違い、初代との関連性はない。これとは別に『BOTCON』にて、コンドル同様、シャドウホークのリペイントとしてトイが限定販売。こちらも初代（G1）と同一人物であることが明言されている。ボディカラーはブラウン。
- 『トランスフォーマー ギャラクシーフォース』

ヘリコプターに変形するバズソー / Buzzsawが登場。カラーリング、ロボットモードの頭部のデザインは、ビーストウォーズに登場したバズソーを意識したものとなっている。
劇中では第19話の最終レース中継のみ登場。因みにロボットモードは劇中未登場。その後は全く登場しなかった。声は日本語版では武虎が担当。
漫画版では打ち切りの影響で未登場。
玩具はブラーとセット販売され、『マイクロン伝説』のサンドストームの仕様変更品で、セイバートロン星のフォースチップが付属しており、肩書きは空中攻撃兵になり、デストロンと位置付けられているが、アニメ本編での言及はない。サンドストームとはギアの位置が反転していて、「マイクロンブースターVer.3」に収録しているトリガーと組み合わせるには問題はないが、デストラクション系・アドベンチャー系のマイクロンと連動させるには分解し、ギアを組み直す必要がある。
付属しているギャラクシーコンボイファイルには、通常のトランスフォーマーの視力よりも、数倍の眼力を持っており遥か彼方の敵をも容易に射程として捉えることができ、小回りの利く自慢の旋回飛行能力を活かしひらひらと舞いながら、攻撃を仕掛けていくスタイルは敵ながら見事であるとしか言えないと記載されている。
フォースチップを下部（ビークルモード時に挿入）にイグニッションすることにより、ミサイルが発射され、ロボットモード（この時は腕部に挿入）での発動も可能になっている。

### ラットバット
- 『トランスフォーマー アニメイテッド』

レーザービークと同じく、サウンドウェーブの配下としてラットバット / RatBatが登場。ショルダーキーボードから変形する。
玩具では前述したサウンドウェーブエレクトロスタティックに付属している。

### オーバーキル
- 『変形！ヘンケイ！トランスフォーマー』

海外版である『ユニバース』では、グリムロックのリペイントとしてオーバーキル / Overkillが販売。グリムロックのリペイントであるため、従来と異なり、恐竜からロボットモードに変形する。